# Terminalia anogeissiana
Terminalia anogeissiana Gere & Boatwr., 2017 è una pianta appartenente alla famiglia Combretaceae, diffusa nell'Asia meridionale, in Birmania, India, Nepal, Jammu e Kashmir e Sri Lanka.

## Etimologia
Il termine terminalia deriva dal latino terminus, con riferimento al fatto che le foglie appaiono all'estremità dei getti; il termine anogeissiana deriva invece dal greco ed è composto da due termini, ano e geisson (rispettivamente "verso l'alto" e "piastrella"), con riferimento alle parti fruttifere della pianta.

## Descrizione

### Fusto
T. anogeissiana è una pianta decidua di medie dimensioni che può raggiungere i 20 m di altezza. La corteccia, di colorazione grigia, può raggiungere un diametro di 80 cm; solitamente dritta e liscia ma talvolta un po' irregolare e a scaglie è priva di rami fino ad una altezza di 8 m.

### Foglie
Le foglie fanno parte dell'alimentazione di Antheraea paphia che produce la seta nappata (Tussah), una forma di seta selvatica commercialmente importante.

## Distribuzione e habitat
T. anogeissiana è diffusa nell'Asia meridionale, in Birmania, India, Nepal, Jammu e Kashmir e Sri Lanka.

## Tassonomia

### Sinonimi
Questa specie è riconosciuta con i seguenti sinonimi:
- Andersonia altissima Roxb. ex Wight & Am.
- Anogeissus latifolia (Roxb. ex DC.) Bedd.
- Anogeissus latifolia Wall.
- Conocarpus acuminatus Buch.-Ham. ex Wall.
- Conocarpus latifolius Roxb.

## Usi
Per le sue caratteristiche è uno degli alberi più utili in India. Le sue foglie contengono grandi quantità di gallotannini e vengono utilizzate per la concia e come legna da ardere. L'albero è fonte naturale della gomma indiana, conosciuta anche come gomma ghatti, che, tra gli altri usi, è usata per la stampa del calicò.